# فردریک لاو اولمستد
 فردریک لاو اولمستد (انگلیسی: Frederick Law Olmsted؛ ۲۶ آوریل ۱۸۲۲ – ۲۸ اوت ۱۹۰۳) معمار منظر، روزنامه‌نگار و منتقد اجتماعی اهل ایالات متحده آمریکا بود.
شهرت او بیشتر به خاطر طراحی پارکهای عمومی است که پارک مرکزی نیویورک در آمریکا و پارک مون-رویال در مونترال کانادا از معروف‌ترین کارهای او به شمار می‌روند. نگاه اجتماعی و دموکراتیک او به طراحی منظر، کارهای او را از سایرین متمایز می‌کرد.